# Terence Westley
Terence Westley (Ipswich, 18 settembre 1959) è un allenatore di calcio inglese.

## Carriera
Ha giocato nel ruolo di terzino fino all'età di 16 anni nelle giovanili dell'Ipswich Town, club della sua città natale, la cui prima squadra militava all'epoca nella prima divisione inglese; dopo essere stato svincolato dal club, escludendo alcune brevi parentesi da giocatore a livello dilettantistico si è dedicato alla carriera da allenatore, iniziando a lavorare in vari club dilettantistici del Suffolk. Nella stagione 1988-1989 ha invece allenato i semiprofessionisti del Diss Town, per poi a fine anno andare ad allenare nelle giovanili dell'Ipswich Town, club in cui in seguito ha lavorato fino al termine della stagione 1993-1994 come collaboratore tecnico della prima squadra. Nel 1994 lascia i Tractor Boys per andare ad allenare nelle giovanili del Luton Town, nella seconda divisione inglese; il 3 luglio 1995 all'esonero dell'allenatore degli Hatters David Pleat viene promosso al ruolo di allenatore ad interim della prima squadra, salvo poi venire riconfermato in pianta stabile nel ruolo, che mantiene fino all'esonero del successivo 18 dicembre: in 24 partite ufficiali allenate nel club, conquista 4 vittorie, 7 pareggi e 13 sconfitte. Successivamente dal 1998 al 2002 è stato vice allenatore dei Rushden & Diamonds, club che al momento del suo arrivo in squadra militava in quinta divisione e che al termine della stagione 2000-2001 vincendo il campionato conquista la prima promozione della sua storia nei campionati della Football League, raggiungendo poi i play-off in quarta divisione nella stagione 2001-2002. Dal 2002 al 2006 Westley lavora poi nelle giovanili del Derby County: il 30 gennaio 2006 diventa invece allenatore ad interim della prima squadra dei Rams, militante in seconda divisione; pur non vincendo nessuna delle 5 partite in cui mantiene tale ruolo, viene riconfermato in pianta stabile fino al termine della stagione, riuscendo ad evitare la retrocessione del club in terza divisione e mantenendo un bilancio di 4 vittorie, 6 pareggi e 6 sconfitte in 16 partite alla guida dei bianconeri, che a fine anno nonostante la salvezza conquistata non lo riconfermano nel ruolo. Westley passa così al Birmingham City con il ruolo di responsabile del settore giovanile che mantiene poi per i successivi cinque anni, fino al termine della stagione 2010-2011, allenando tra l'altro la squadra Under-23 dal 2009 al 2011. Nel 2014 diventa poi responsabile del settore giovanile del West Ham Utd, di cui dal 2015 al 2018 allena anche la formazione Under-23; lascia definitivamente gli Hammers al termine della stagione 2018-2019.